# Ulica Ostrówek w Poznaniu
Ulica Ostrówek – ulica w Poznaniu, na Śródce, będąca pozostałością po miasteczku Ostrówek.
Do czasów obecnych nie przetrwały żadne ślady ówczesnego założenia urbanistycznego, a jedyną pamiątką po miasteczku jest ta ulica, prowadząca z Mostu Jordana na Rynek Śródecki. Odchodzi odeń najkrótszy trakt Poznania – ul. św. Jacka i niewiele dłuższa ul. Cybińska. Przy ul. Ostrówek zachowały się zabytkowe kamienice z początków XX wieku (pod numerami: 6, 7, 10/11, 15, 17/18) oraz nr 12 z roku 1884. W domu nr 10/11 istnieją cenne malowidła w sieni. Ukazują one kilka widoków z Pienin.